# 費臻
費臻（1431年—？），字時和，直隸保定府安州人，明朝政治人物。進士出身。

## 生平
順天府鄉試第二十八名。天順八年（1464年）甲申科會試第三十六名，殿試登進士第三甲第一百一十八名。

## 家族
曾祖費用廣。祖父費茂。父亲費璉。